# Popularer
Populares ("Folkens gynnare", singular popularis, "som tillhör folket"), ibland Folkpartiet, var aristokratiska ledare under sena Romerska republiken som tenderade att använda sig av de romerska folkförsamlingarna för att vinna politisk makt i romerska senaten. De var motståndare till de konservativa optimaterna.
Popularerna ville stärka plebejernas politiska makt, dela patriciernas rikedomar bland folket, värna de fattiga genom att låta bröd vara gratis, och de var motståndare till utbrett slaveri eftersom detta tog arbetstillfällen från de fattiga romerska medborgarna. Deras huvudsyfte, vilket framgår av namnet, var att republiken skulle styras av folket, varmed populares hade stort stöd bland folket i Rom och motståndare i senaten.
Några politiska åtgärder som populares förordade var att utöka medborgarskapet. De nådde störst makt under Julius Caesar, som var dess mest kraftfulle ledare. Under andra triumviratet, från och med 43 f.Kr., gick populares syften förlorade i det politiska maktspelet.
Bortsett från Julius Caesar fanns bland de mer bemärkta medlemmarna bröderna Gracchi, Gaius Marius, Publius Clodius Pulcher, och, under första triumviratet, Marcus Licinius Crassus och Pompejus. Crassus och Pompejus hade tidigare stridit under Cornelius Sulla, en av optimaternas förgrundsgestalter, och Pompejus gled efter Crassus död tillbaka till det konservativa lägret och ledde senatspartiet i inbördeskriget 49 f.Kr.-48 f.Kr.